# Xwd
xwd — программа для захвата содержимого экрана или окна и сохранения его в файл в системе X Window System. Название xwd — это аббревиатура X Window Dump. Аналогично называется и формат сохраняемого файла.
Формат файла, генерируемого при захвате экрана, понимается многими программами X-среды, например, xwud, xv, и GIMP. Файл можно конвертировать в другие форматы. Программы пакета netpbm позволяют эффективно использовать xwd с конвейером pipe, например:
```
$ xwd | xwdtopnm | pnmtopng > Screenshot.png
```